# Fusta artificial
La fusta artificial es un producte industrial fabricat a partir de fusta natural o altres fonts de fibres llenyoses.

## Tecnologia sobre els taulers

### Taulers de xapes (contraplacats)
Es un tauler artificial format per diverses capes de fusta superposades, encolades i premsades.
S'aconsegueixen encolant xapes de fusta natural de forma que les direccions de les vetes de les xapes contigües formin un angle de 90°. La fusta contraplacada és molt resistent en totes les direccions i presenta un acabat molt decoratiu.
A part de la realització de taulers, la fusta contraplacada també s'utilitza en l'elaboració d'elements resistents per a estructures d'edificacions, en especial per a la realització de cobertes de piscines, auditoris i naus amb molta llum (espai lliure entre suports), ja que suporten molt bé els canvis de temperatura i humitat, ofereixen un aspecte càlid i decoratiu i ajuden a aconseguir una bona acústica.

### Taulers de partícules (aglomerats)
Formats a partir d'encenalls o partícules amb una grandària controlada encolades amb resines sintètiques a base de formaldehid i premsades per tal d'aconseguir la polimerització. Les propietats d'aquests taulers depenen de la grandària de les partícules, però en general són més densos i menys resistents que la fusta natural i que la contraplacada. No suporten bé la humitat, ja que els fa augmentar de gruix i perdre la resistència. Avui dia es fabriquen taulers de partícules resistents a la humitat gràcies a la utilització de resines específiques.

### Taulers de fibres (tablex i DM)
El tablex està format a partir de fibres de fusta (molt més petites que les partícules dels aglomerats), que són premsades humides i sense encolar (encara que amb algun aprest que fa de repel·lent de l'aigua). Un cop seques, tenen molta duresa però poca resistència i són molt sensibles als canvis d'humitat, ja que els provoquen importants deformacions. Una aplicació característica en mobiliari són els fons d'armaris i de calaixos.
El DM està format també a partir de fibres de fusta, però premsades en sec i encolades amb resina sintètica formant làmines que després es tornen a premsar en calent. Aquest tauler és força dur, amb una textura molt fina i homogènia que en permet una bona mecanització (fins i tot el perfilat dels cantells) i un bon acabat. En funció del tipus de resina utilitzada, pot ser més o menys resistent a la humitat i la intempèrie.

### Taulers de llistons (enllistonats)
Estan formats a partir de llistons de fusta tova encolats lateralment amb resines sintètiques i revestits per les dues cares amb dues o quatre xapes de fusta dura amb la veta entrecreuada, com es fa amb el contraplacat. Tenen una resistència a mig camí entre l'aglomerat i el contraplacat.
Molts dels taulers que hi ha al mercat són revestits externament amb xapes decoratives per tal de millorar el seu aspecte final. Aquestes xapes poden ser de fusta natural o sintètiques, a partir de material plàstic (polimèric) :

### Xapes naturals
S'obtenen amb talls tangencials del tronc utilitzant esmolades fulles de tall d'acer especial i amb un gruix entre 0,3 i 0,6 mm. Quan han de ser utilitzades en l'elaboració de contraplacats s'obtenen amb un tall perifèric i amb un gruix entre 1,6 i 3,2 mm.

### Xapes sintètiques
S'obtenen a partir de resines sintètiques, generalment de melamina-formaldehid (tipus melanina) o bé de fenol-formaldehid (tipus fòrmica). Aquestes resines termoestables poden tenir acabats de fantasia o imitar la fusta natural, amb la combinació de diferents textures i colors.